# Xenocalamus
Xenocalamus är ett släkte av ormar. Släktet tillhör underfamiljen Aparallactinae. Denna underfamilj listas av The Reptile Database i familjen stilettormar (Atractaspididae) och av Mattison (2015) i familjen Lamprophiidae.
Vuxna exemplar är med en längd upp till 80 cm små ormar med smal bål. De förekommer i centrala och södra Afrika. Individerna kan leva i olika habitat och de gräver ofta i den sandiga grunden. Arterna har maskgroddjur som föda. Honor lägger ägg. Det giftiga bettet antas vara ofarligt för människor.

Arter enligt Catalogue of Life och The Reptile Database:
- Xenocalamus bicolor
- Xenocalamus mechowii
- Xenocalamus michellii
- Xenocalamus sabiensis
- Xenocalamus transvaalensis